# Hydractinia valens
Hydractinia valens is een hydroïdpoliep uit de familie Hydractiniidae. De poliep komt uit het geslacht Hydractinia. Hydractinia valens werd in 1943 voor het eerst wetenschappelijk beschreven door Fraser. 